# It Feels So Good
It Feels So Good un singolo della cantante britannica Sonique, pubblicato il 9 novembre 1998 come secondo estratto dal primo album in studio Hear My Cry.
Il brano, scritto dalla stessa cantante assieme a Graeme Pleeth, Simon Belofsky e Linus Burdick e prodotto dai primi tre assieme a Chris Allen, è stato successivamente ripubblicato nel 2000 con maggior successo.

## Tracce
UK CD 1 (1998)
1. It Feels So Good (Original 7" Mix) – 3:45
2. It Feels So Good (12" Breakbeat Edit) – 6:03
3. It Feels So Good (Serious remix) – 7:53

UK CD 2 (1998)
1. It Feels So Good (7" breakbeat Edit) – 3:51
2. It Feels So Good (Original 12" Mix) – 8:55
3. I Put a Spell on You (Remastered 12" Mix) – 5:40

UK CD (2000)
1. It Feels So Good (Radio Edit) – 3:49
2. It Feels So Good (Can 7 Soulfood Club Mix) – 7:57
3. It Feels So Good (The Conductor & The Cowboy's Amnesia Mix) – 8:11

## Video musicale
Il videoclip della canzone è stato diretto dal regista statunitense Tim Story.

## Classifiche

### Classifiche settimanali
| Classifica (2000) | Posizione massima |
| ----------------- | ----------------- |
| Australia         | 21                |
| Austria           | 2                 |
| Belgio (Fiandre)  | 15                |
| Belgio (Vallonia) | 9                 |
| Danimarca         | 3                 |
| Finlandia         | 7                 |
| Francia           | 8                 |
| Germania          | 2                 |
| Grecia            | 3                 |
| Irlanda           | 2                 |
| Islanda           | 22                |
| Italia            | 6                 |
| Norvegia          | 1                 |
| Nuova Zelanda     | 7                 |
| Paesi Bassi       | 9                 |
| Portogallo        | 1                 |
| Regno Unito       | 1                 |
| Romania           | 1                 |
| Spagna            | 2                 |
| Stati Uniti       | 8                 |
| Svezia            | 3                 |
| Svizzera          | 2                 |

### Classifiche di fine anno
| Classifica (2000) | Posizione |
| ----------------- | --------- |
| Australia         | 84        |
| Austria           | 25        |
| Belgio (Fiandre)  | 74        |
| Belgio (Vallonia) | 25        |
| Francia           | 33        |
| Germania          | 22        |
| Nuova Zelanda     | 27        |
| Paesi Bassi       | 44        |
| Svezia            | 34        |
| Svizzera          | 12        |